# Ана Марія Аріас
Ана Марія Аріас (ісп. Ana María Arias; нар. 24 липня 1946) — колишня чилійська тенісистка.
Найвищим досягненням на турнірах Великого шолома було 3 коло в одиночному та парному розрядах.

## Фінали Туру WTA

### Парний розряд (0–1)
| Результат | Дата        | Турнір               | Рівень     | Покриття | Партнерка   | Суперниці                 | Рахунок  |
| --------- | ----------- | -------------------- | ---------- | -------- | ----------- | ------------------------- | -------- |
| Поразка   | Липень 1971 | Swedish Open, Швеція | Grand Prix | Ґрунт    | Лінда Туеро | Гельга Мастгофф Гайде Орт | 1–6, 2–6 |